# Papi’s Home
«Papi's Home» — песня американского рэпера Дрейка. Это второй трек в шестом студийном альбоме Certified Lover Boy. Он содержит дополнительный вокал от тринидадской певицы и рэперши Ники Минаж.

## Описание
Песня была описана как «хитрый заразительный бэнгер, высмеивающий многих похожих на Дрейка исполнителей». Трек сэмплирует балладу Монтелла Джордана «Daddy's Home». По мнению The Guardian, песня больше всего напоминает раннего Канье Уэста своими ускоренными сэмплами и непринуждённой читкой.

## Отзывы
Редакция журнала Rolling Stone сказала, что в альбоме Certified Lover Boy «много токсичной мужественности», ссылаясь на Papi's Home. Издание Clash написало, что трек «может смести бессонницу Дрейка». Уильям Розбери из The Line of Best Fit считает, что «треки „Papi's Home”, „Girls Want Girls” и „Love All” перекликаются с ранними работами Дрейка, и они удобно вписываются в любой из пяти последних его проектов».

## Чарты
| Чарт (2021)                             | Высшая позиция |
| --------------------------------------- | -------------- |
| Австралия (ARIA)                        | 8              |
| Австралия Hip-Hop/R&B Singles (ARIA)    | 6              |
| Канада (Billboard Canadian Hot 100)     | 23             |
| Дания (Tracklisten)                     | 24             |
| Франция (SNEP)                          | 30             |
| Мир (Billboard Global 200)              | 8              |
| Греция (IFPI)                           | 35             |
| Исландия (Plötutíðindi)                 | 27             |
| Италия (FIMI)                           | 76             |
| Литва (AGATA)                           | 30             |
| Норвегия (VG-lista)                     | 34             |
| Португалия (AFP)                        | 24             |
| Словения (Singles Digitál Top 100)      | 61             |
| Швеция (Sverigetopplistan)              | 56             |
| Великобритания (OCC UK Audio Streaming) | 10             |
| США (Billboard Hot 100)                 | 8              |
| США (Billboard Hot R&B/Hip-Hop Songs)   | 7              |